# Tengere grasjuffer
De tengere grasjuffer (Ischnura pumilio) is een libellensoort uit de familie van de waterjuffers (Coenagrionidae).
De wetenschappelijke naam van de soort werd in 1825 als Agrion pumilio gepubliceerd door Toussaint von Charpentier.

## Kenmerken

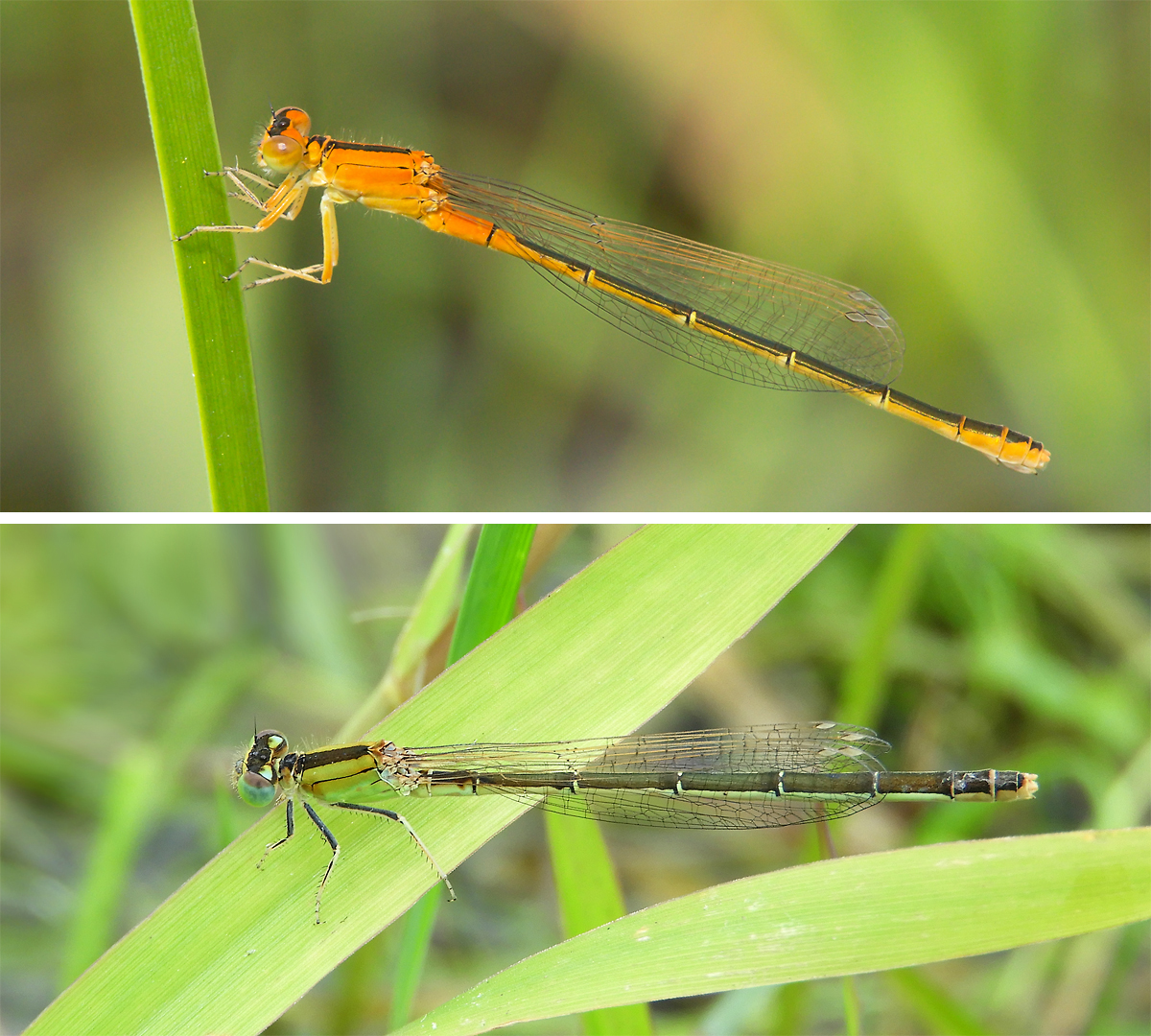
Vrouwtjes

De tengere grasjuffer is tussen de 26 en 31 millimeter lang. De pterostigma’s bestaan uit een donkere basis en een lichte top. Bij de mannelijke exemplaren zijn de pterostigma’s in voorvleugels duidelijk groter dan die in de achtervleugels. Het bovenaanzicht van het achterlijf is donker van kleur. Segment 9 en de top van segment 8 zijn lichtblauw van kleur. In het blauw op segment 9 is vaak een fijne zwarte tekening aanwezig, die meer of minder uitgebreid kan zijn. De lichte delen van borststuk zijn (zeer) lichtblauw of groen. 
Bij de vrouwelijke exemplaren is bovenzijde van de segmenten 8 en 9 donker van kleur. Jonge vrouwtjes zijn grotendeels feloranje. Namelijk de zijkant van borststuk, de zijkant achterlijf, de gehele achterlijfssegmenten 1 en 2, de poten en enkele vleugeladers. De achteroogsvlekken zijn zeer groot en tevens oranje van kleur. De schoudernaadstrepen zijn hooguit als dun zwart lijntje zichtbaar. De bovenzijde van achterlijfssegmenten 3 tot en met 10 zijn zwart. Later veranderen de vrouwtjes van kleur. Het oranje verdwijnt en de donkere tekening breidt zich uit. Het achterlijf wordt geheel donker, de achteroogsvlekken worden iets kleiner en de schoudernaadstreep wordt duidelijker. De onderzijde van de ogen wordt groen. De overige lichte delen worden ófwel olijfgroen, ófwel blauw. De groene variant wordt bruin tot grijs bij ouder worden. De blauwe variant is zeldzamer dan de groene.

## Habitat
De tengere grasjuffer komt voor in gebieden met open, ondiepe, snel opwarmende pionierhabitats, met spaarzame vegetatie. Dit mogen zowel stilstaande als zwak stromende wateren zijn. Deze plaatsen zijn vaak voor weinig andere libellen geschikt. Daarnaast komen ze voor op plaatsen met veel kwel, waardoor de vegetatiesuccessie in een startfase blijft. De soort wordt vaak aangetroffen in natuurontwikkelingsgebieden, waar na werkzaamheden water (tijdelijk) stagneert.

## Leefwijze
De larven overwinteren meestal een keer en sluipen uit van half mei tot begin september. Uit zuidelijke landen worden twee of zelfs drie generaties per jaar gemeld, in snel opwarmende habitats. Er zijn aanwijzingen voor dat een tweede generatie ook in Nederland optreedt, maar het is nog onduidelijk of dit regel is of uitzondering. De vliegperiode laat wel twee pieken zien, wat wijst op twee generaties. 
De vliegtijd van de tengere grasjuffer loopt van midden mei tot eind september. De vliegperiode laat twee pieken zien, mogelijk het gevolg van twee aparte generaties. De eerste piek ligt in juni en begin juli. De tweede piek in augustus. De tengere grasjuffer is een uitgesproken pioniersoort die profiteert van recent ontstane en vaak kort beschikbare habitats. Imago's zijn vaak te vinden in de spaarzame vegetatie bij ondiep water. Ze vliegen vaak vlak boven het water. Eitjes worden door de vrouwtjes solitair afgezet in plantenstengels, onder of vlak boven de waterspiegel. De eitjes zijn goed in staat om droge periodes te overleven.